# Giornata mondiale del libro e del diritto d'autore

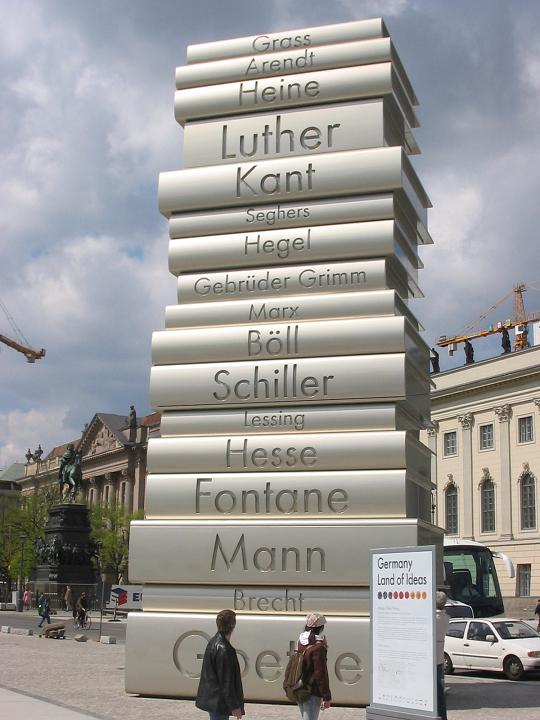

La Giornata mondiale del libro e del diritto d'autore, nota anche come Giornata del libro e delle rose, è un evento organizzato dall'UNESCO per promuovere la lettura, la pubblicazione dei libri e la protezione della proprietà intellettuale attraverso il copyright. A partire dal 1996, viene organizzata ogni anno il 23 aprile con numerose manifestazioni in tutto il mondo.

## Storia
Sulla base di una tradizione catalana, la 28ª sessione della Conferenza Generale dell'UNESCO, riunita a Parigi, su proposta di 12 paesi fra cui Australia, Russia e Spagna, ha adottato la risoluzione 3.18 con la quale ha proclamato il 23 aprile di ogni anno “Giornata mondiale del libro e del diritto d'autore” (28 C/Resolution 3.18 del 15 novembre 1995). L'obiettivo della Giornata è quello di incoraggiare a scoprire il piacere della lettura e a valorizzare il contributo che gli autori danno al progresso sociale e culturale dell'umanità.
Il 23 aprile è stato scelto in quanto è il giorno in cui sono morti nel 1616 tre importanti scrittori: lo spagnolo Miguel de Cervantes (1547-1616), l'inglese William Shakespeare (1564-1616) e il peruviano Inca Garcilaso de la Vega (1539-1616). In realtà, Cervantes e Garcilaso de la Vega sono morti rispettivamente il 22 (il giorno dopo fu sepolto con l'abito dei terziari francescani) e il 23 aprile secondo il calendario gregoriano, mentre Shakespeare è morto il 23 aprile secondo il calendario giuliano, all'epoca ancora in vigore in Inghilterra, e quindi dieci giorni dopo.
Nello stesso giorno sono nati il francese Maurice Druon (1918-2009), il russo Vladimir Nabokov (1899-1977), il colombiano Manuel Mejía Vallejo (1923-1998), l'islandese Halldór Laxness (1902-1998), la scrittrice e giornalista italiana Maria Majocchi (1864-1917), la scrittrice francese Élisabeth de Gramont (1875-1954), Louise Compain (1869-1941) saggista e teorica femminista francese, Ethel Smith (1858-1944) compositrice, scrittrice e femminista inglese, Rossana Rossanda (1924-2020) giornalista, scrittrice e traduttrice italiana, Agda Montelius (1850-1920) filantropa e scrittrice femminista svedese, Cassandra Willoughby (1670-1735) artista inglese e scrittrice di viaggi, Edith Ngaio Marsh (1895-1982) scrittrice e regista teatrale neozelandese, Margaret Kennedy (1896-1967) scrittrice e drammaturga inglese, Adelheid Duvanel (1936-1996) scrittrice e pittrice svizzera, Margit Sandemo (1924-2018) scrittrice norvegese, autrice di fantasy nordico e sono morti il catalano Josep Pla (1897-1981), la scrittrice italiana Renata Viganò (1900-1976), la scrittrice australiana naturalizzata britannica P. L. Travers (1899-1996), Elisabetta Fiorini Mazzanti (1799 -1879) botanica e scrittrice italiana, Julia Daudet (1844-1940) scrittrice, poeta e giornalista francese, Sarah Dixon (1671-1765) poeta inglese, Malwida von Meysenbug (1816-1903) scrittrice tedesca e Costanza Alfieri di Sostegno (1793-1862) scrittrice italiana.

## Tradizione catalana
La Giornata del libro viene festeggiata ogni anno in Catalogna nella Diada de Sant Jordi, giornata in cui cade anche la festa di san Giorgio, patrono di Barcellona e della Catalogna. Una tradizione di origine medievale vuole che in questo giorno ogni uomo regali una rosa alla sua donna; ricollegandosi a questa tradizione, il 23 aprile i librai della Catalogna sono soliti regalare una rosa per ogni libro venduto.